# Dum pukht

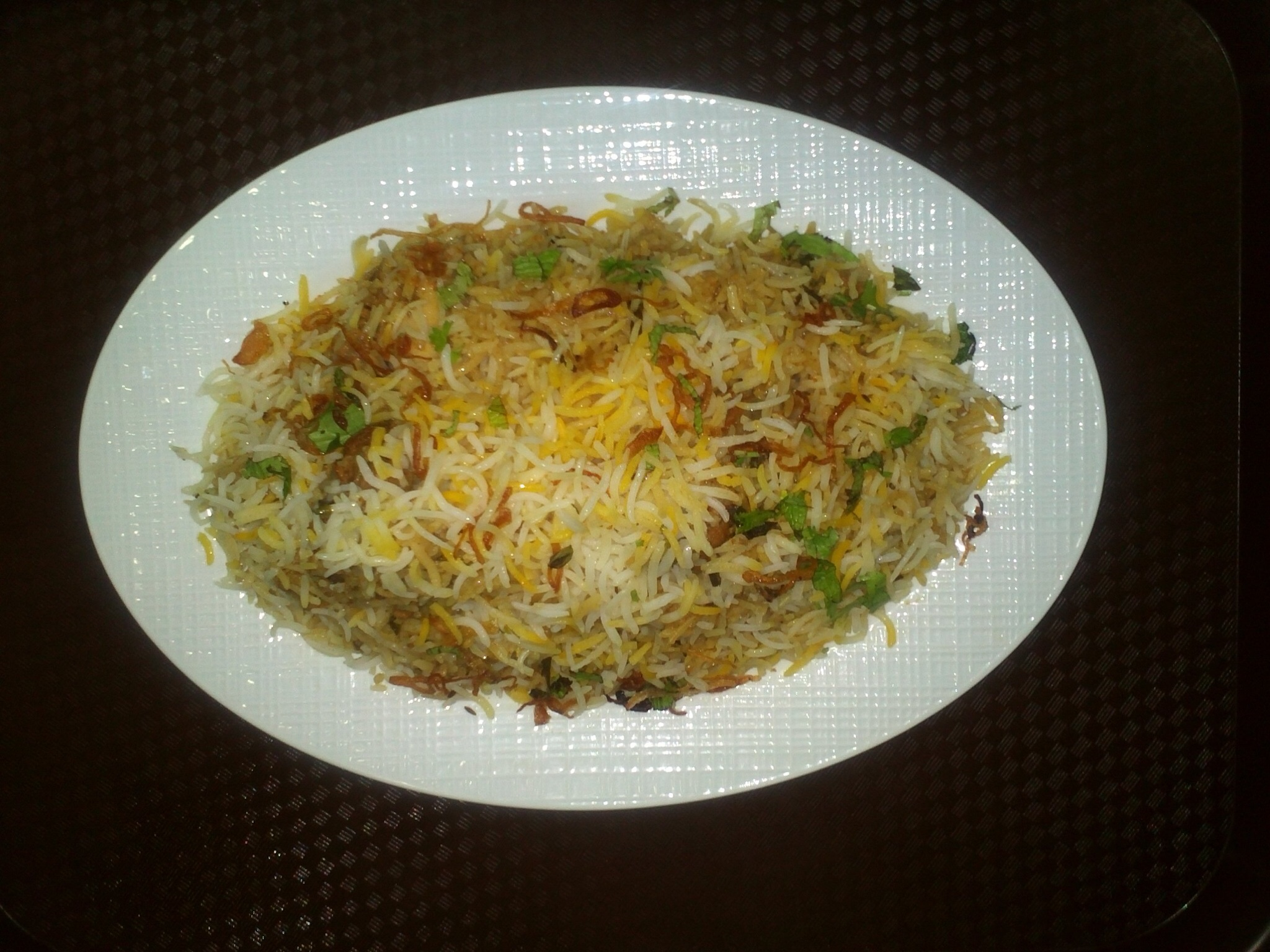
L'hyderabadi biryani è un esempio di piatto cucinato mediante il metodo dum pukht

Il dum pukht (a volte scritto anche come dampokt, dampokht o dami; letteralmente "cotto a vapore") è un metodo di cottura originario della cucina indo-persiana che consiste nel cuocere le vivande a fuoco basso in una pentola con un coperchio ben aderente. A volte il recipiente può essere sigillato con un impasto o con carta d'alluminio, e la fonte di calore viene apposta sia sul lato superiore che su quello inferiore, in modo che il cibo cuocia nei suoi succhi e assorba gli aromi dei condimenti.

## Storia
Il metodo dum pukht ha origini molto antiche. In occasione di un viaggio in India nel 1673, il viaggiatore John Fryer (1650-1733) scrive che "[gli indiani] mangiano spesso la carne dumpoked, che è arrostita con spezie nel burro".
Il primo manuale di cucina a menzionare tale tecnica è il Sofra-ye aṭʿema di Mizr'Ali Akhbar Khan Ashpaz Bashi, cuoco personale dello scià di Persia Naser al-Din Shah Qajar, che ne individua due versioni: la prima è fatta con riso, cipolle saltate, fave, frutta secca e condimenti, mentre l'altra è molto simile ma include il bulgur.
Nella cultura awadhi è diffusa una storia secondo cui il dum pukht sarebbe nato durante il regno di Asaf-ud-Daula. Il sovrano di Lucknow avrebbe fatto costruire il Bara Imambara facendo distruggere di notte parte dei lavori che venivano completati di giorno, in modo da impiegare costantemente gli operai. A causa dei continui lavori al palazzo, il cibo destinato agli operai sarebbe stato cotto tutto il tempo a fuoco lento in una pentola sigillata con dell'impasto. Una volta assaggiato il cibo, il re sarebbe rimasto talmente entusiasta da introdurre questo metodo di cottura a corte. In seguito, il sovrano Wajid Ali Shah avrebbe perfezionato ulteriormente questa tecnica.

## Usi
Questo metodo di cottura è ampiamente diffuso nel nord dell'India e viene usato per cucinare la carne, in particolare agnello e tacchino. Nella cucina awadhi è considerata una delle tecniche più importanti e viene impiegata in numerosi piatti. A Lucknow non è raro trovare ristoranti stellati specializzati in cucina dum pukht.
In Iran questo metodo viene chiamato dampokt o dami e fa riferimento a una serie di piatti a base di riso appiccicoso cucinato nelle occasioni informali, specie nelle provincie del mar Caspio. Il riso viene cotto in una singola pentola in acqua con burro oppure olio fino al totale assorbimento dei liquidi, poi lasciato cuocere a vapore a fuoco basso. Il riso può essere scondito (generalmente kateh) oppure mischiato ad altri ingredienti cucinati separatamente, come cipolle, fave e fagioli mung.
In Afghanistan il termine dampokht fa riferimento a riso con olio, curry e altre spezie.